# Paule Desjardins
Paule Desjardins (1929-2007) fue una cantante francesa que representó a Francia en el Festival de Eurovisión 1957 con la canción "La belle amour" con la que acabó en segunda posición con 17 puntos.

## Discografía
Durante los años de las décadas de 1950 y 1960, Paule Desjardins publicó 11 discos:
- Sentimental strip-tease, 1956
- Toi, c’est vrai, 1956
- Il est là, 1957
- Dalilah, 1957
- La chanson de Lima, 1957
- Ça va, ça va, 1957
- Ça ne sert à rien, 1958
- Diana, 1958
- Bye…bye…baby…!, 1961
- Mademoiselle de Paris, 1961
- Mourir au printemps, 196?